# Freeze (break dance)
Pour les articles homonymes, voir Freeze.

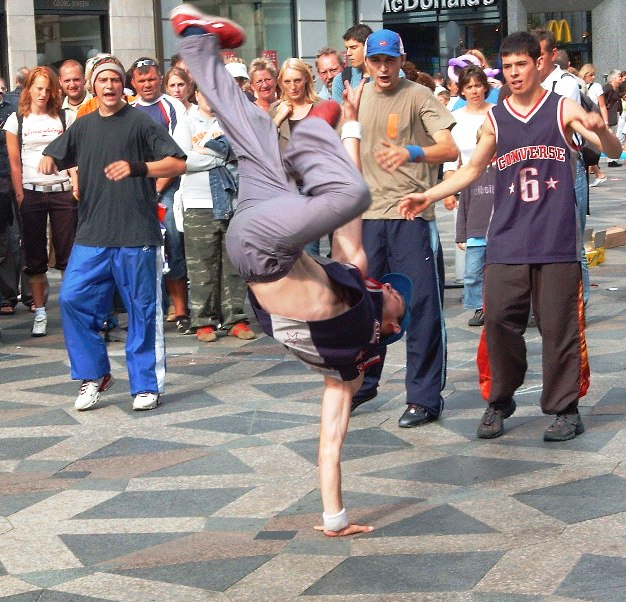
Breakdance.

Le freeze est un mouvement issu du break dance. C'est une technique statique qui consiste à tenir en équilibre, comme un arrêt sur image, dans une position souvent instable et difficile. Il peut par exemple être effectué sur les mains, sur la tête, sur l'épaule. Le freeze implique souvent des torsions ou contorsions de différentes parties du corps. On combine parfois le freeze avec la coupole (ou « spin »), mouvement qui consiste à tourner sur une partie du corps. Ceux qui pratiquent le bboying (breakdance) sont appelés "bboy" ou "bgirl". Cette discipline peut être pratiquée par n'importe qui, à tout âge et n'importe où.
De nombreux types de poiriers peuvent être en freeze.
- Le baby freeze[1] est l'une des positions fondamentales en break dance. C'est le mouvement de base, il peut être modifié et amélioré en poses plus complexes. Pour le réaliser, il faut quatre appuis : les deux mains, la tête et parfois l'épaule. Les jambes et les pieds ne touchent pas le sol, tout le poids du corps repose sur le buste, les bras et la tête.
- Le shoulder freeze[1] ou freeze sur l'épaule, est comme son nom l'indique, une position statique qui repose essentiellement sur l'épaule! Les jambes sont dans l'air, elles ne doivent pas toucher le sol.
- Le head freeze[1] est une position en équilibre sur la tête. On peut s'aider des mains mais elles ne sont pas toujours nécessaires. Les jambes, quant à elle, ne doivent pas être en contact avec le sol. Elles peuvent cependant être dans n'importe quelle position: tendues, pliées, écartées, serrées etc.
- Le chair freeze[1] est une position au sol. C'est une pose complexe qui nécessite une torsion, il faut donc être bien échauffé avant de l'effectuer.
- Le hand stand[1] est une position statique sur une main ou sur les deux mains. Pour la faire, on peut s'aider en s'appuyant sur un mur comme pour un poirier, mais ce n'est pas obligatoire.